# 富和乡 (富顺县)
富和乡，是中华人民共和国四川省自贡市富顺县曾经下辖的一个乡。2019年9月撤销，其所属行政区域划归板桥镇管辖。

## 行政区划
富和乡撤销前下辖以下地区：
长石塔社区、吴山村、冯坝村、朱扁村、农历村、梓桐村、和平村和长石村。